# 穆西伊夫卡 (米洛韋區)
49°13′52″N 39°50′47″E / 49.23111°N 39.84639°E
穆西伊夫卡（烏克蘭語：Мусіївка）是位於烏克蘭東部的村莊，由盧甘斯克州舊比利斯克區的米洛韋市鎮負責管轄。該村始建於1650年，面積0.54平方公里，海拔高度74米，2001年人口916，人口密度每平方公里1,686.9人。